# Fiskar
Fiskar (Pisces) är en grupp vattenlevande ryggradsdjur med fenor, som indelas i benfiskar, broskfiskar och käklösa fiskar. De flesta arter andas med gälar och är växelvarma. Undantaget är lungfiskar. Eftersom landryggradsdjuren släktskapsmässigt är en typ av kvastfeniga fiskar men inte klassificeras som fiskar är begreppet "fiskar" parafyletiskt.
Vetenskapen om fiskar kallas iktyologi.

## Etymologi
Fram till 1600-talet kallade man havsdjur i allmänhet för fisk, exempelvis det äldre svenska ordet "valfisk", och fortfarande använder engelskan orden "starfish" om sjöstjärnor och "jellyfish" om maneter. Betydelsen havsdjur finns bara i de västliga indoeuropeiska språken, alltså i germanska, italiska och keltiska språk, men kan möjligen härstamma från det urindoeuropeiska verbet *peh₂- med betydelsen att utfodra, att skydda, att ge näring och är i så fall kognat med urslaviska *piťa och sanskrit पितु (pitu) med betydelsen mat, litauiska piẽtūs "lunch", iriska ith  "korn", latin pānis "bröd" samt de engelska, tyska och svenska orden food, Futter och foder.

## Systematik

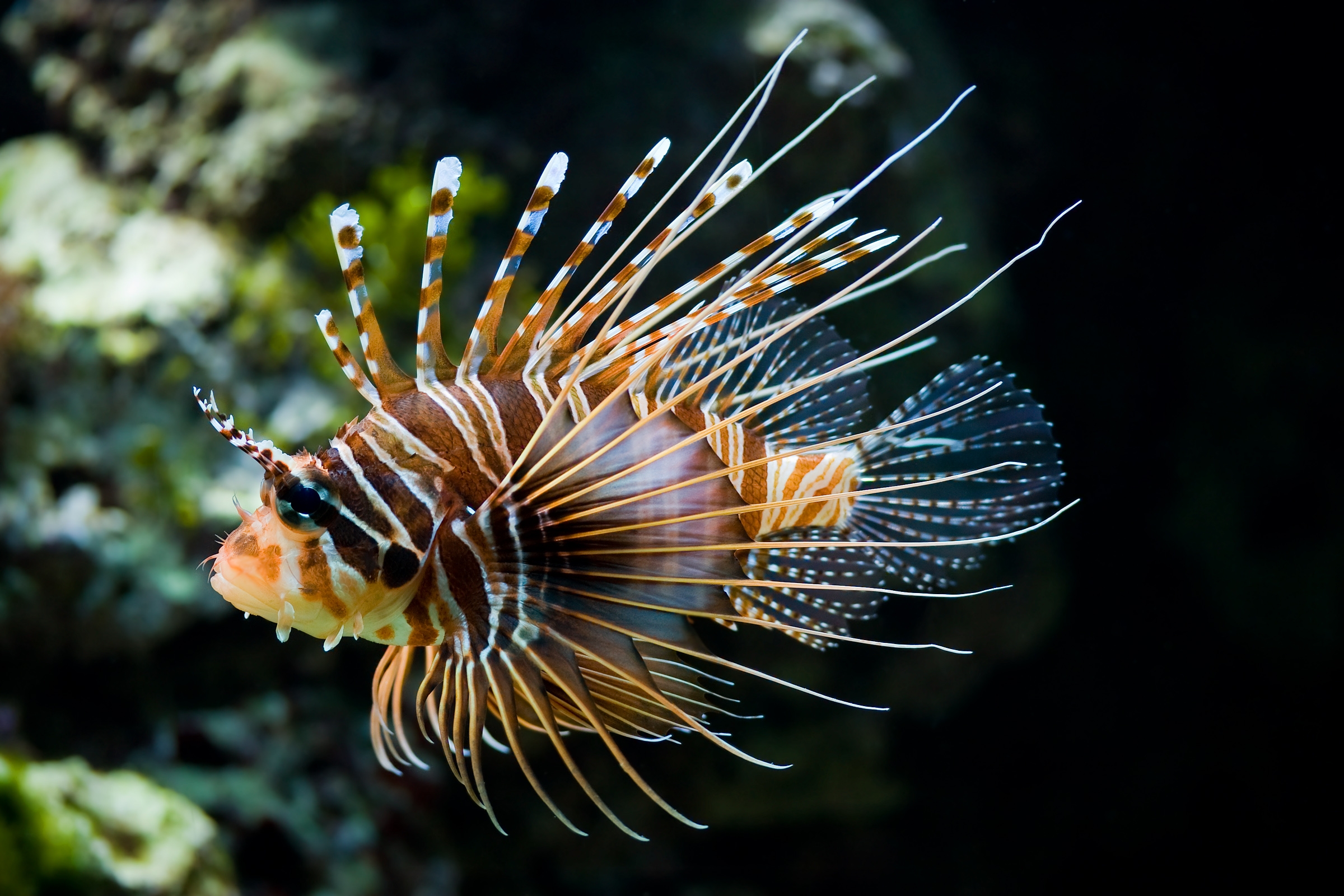
En drakfisk.

Fiskar är en parafyletisk grupp, och som sådan har den inte någon naturlig plats i systematik baserad på utvecklingshistoria.
Fiskar är den största gruppen inom ryggradsdjuren och omfattar cirka 30 000 kända arter, och det finns säkert fler arter som vi inte känner till.
Till fiskar räknas de lägre kraniedjuren, pirålar, nejonögon, broskfiskar och benfiskar, bland de senare också tofsstjärtfiskar och lungfiskar som tillhör fyrfotadjurens utvecklingslinje.
Fiskar delas vanligen in i klasserna eller överklasser, som följer:
- Understam Vertebrata – ryggradsdjur
  - Överklass Agnatha – käklösa fiskar
    - Klass Cyclostomata – rundmunnar
      - Underklass Myxini – pirålar
      - Underklass Hyperoartia – nejonögon

  - Överklass Gnathostomata – käkförsedda ryggradsdjur
    - Klass Chondrichthyes – broskfiskar
    - † Klass Placodermi – pansarhajar
    - Klass Osteichthyes – benfiskar
      - Underklass Sarcopterygii – lobfeniga fiskar
      - Underklass Actinopterygii – strålfeniga fiskar

Till de käklösa fiskarna (som idag innehåller nejonögon och pirålar) hör ett antal utvecklingshistoriskt viktiga fossila grupper:
- † Konodonter (Conodonta)
- † Anaspida
- † Pteraspidomorphi
- † Galeaspida
- † Osteostraci
- † Thelodonti
- † Cephalaspidomorphi

## Utbredning
Fiskarna finns i stort sett överallt där det finns mycket vatten och även i en del ganska små vattensamlingar. Lungfiskar, som lever i Afrika, Sydamerika och Australien, kan klara en hel torrperiod genom att gräva ner sig och andas med hjälp av lungor. När deras gölar vattenfylls igen återgår de till gälandning.
Djuphavsfiskar kallas de fiskar som lever på större djup än 100 meter. Man har hittat fiskar som lever ända nere på 5 000 meter, något som gjort stora evolutionära anpassningar för tryck, kyla och mörker nödvändiga.

## Anatomi

### Yttre anatomi

Yttre anatomin hos Hector-prickfisk (Lampanyctodes hectoris)
(1) - gällock (2) - sidolinje (3) - ryggfena (4) - fettfena (5) - stjärtspole (6) - stjärtfena (7) - analfena (8) - ljusorgan (fotofor) (9) - bukfenor (parvis) (10) - bröstfenor (parvis).
Många fiskar saknar ljusorgan, och hos de arter som har sådana varierar placeringen stort. Marulken, Lophius piscatorius, har till exempel ett "metspö" med ett lysande "bete" (illicium) ovanpå huvudet.

Nästan alla fiskar har en strömlinjeformad kroppsbyggnad, som kan indelas i huvud, kropp och stjärt; dock är gränserna mellan dessa tre delar inte alltid tydligt markerade.

### Fjäll
Många fiskars hud är täckt av fjäll. Dessa är i huvudsak uppdelade i fyra typer.
- Plakoidfjäll, hos broskfiskar, till exempel hajar.
- Ganoidfjäll, hos strålfeniga fiskar, till exempel nilgädda och stör.
- Cykloidfjäll, hos de flesta benfiskar, till exempel lax.
- Kamfjäll, hos abborrfiskar, till exempel abborre.

Plakoid- och ganoidfjäll består av ben och emalj, medan cykloid- och ctenoidfjäll består av enbart ben. Utanpå fjällen har fiskarna ett skyddande slemlager, som produceras av körtlar i huden.

### Färg

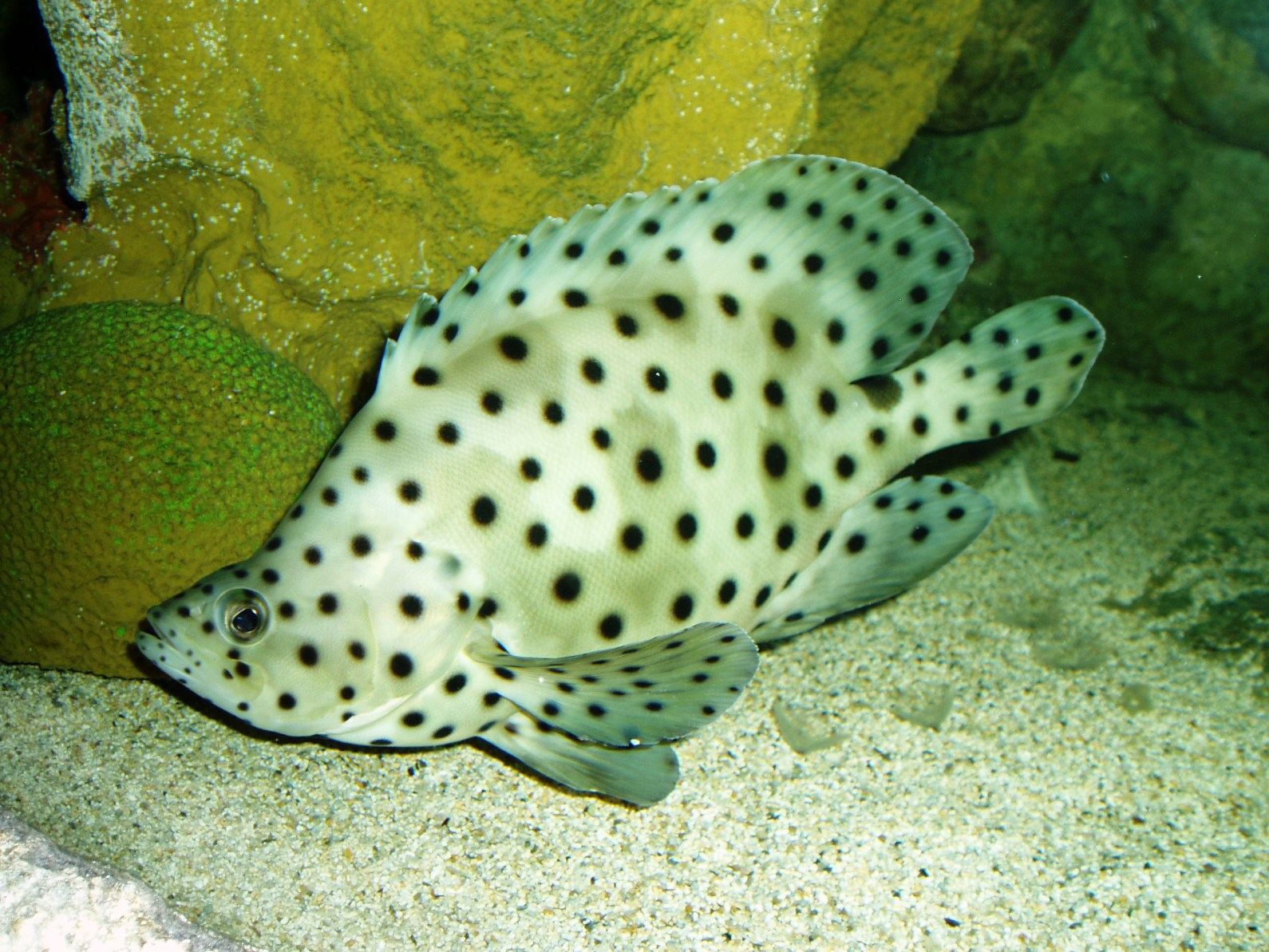
Kamouflage hos Cromileptes altivelis.

Många fiskar har ett kamouflage för att undkomma rovdjur. Detta efterliknar oftast bottnens färg, eftersom faran brukar komma uppifrån. En del rovfiskar, till exempel gädda (Esox lucius), är dock kamouflerade för att lättare kunna fånga byten.
Hos fiskar som lever i stim, till exempel sill (Clupea harengus), är det vanligt med silverglittrande fjäll för att förstärka illusionen av att stimmet är en enhet, vilket dels kan skrämma ett rovdjur och dels göra det svårare att välja en enskild bytesfisk.
En del fiskar har skarpa färger för att visa att de är giftiga, så kallad aposematisk färgteckning och en del fiskar efterliknar denna utan att själva vara farliga, så kallad mimikry.

### Matsmältning
Uppkomsten av käkar gjorde det möjligt för fiskar att äta fler typer av föda som exempelvis växter och andra organismer. Fiskars föda tas in via munnen och bryts ner i matstrupen. I magsäcken fortsätter nedbrytningen, och hos de flesta benfiskar fortsätter behandlingen i pylorusbihangen (appendices pyloricae), som är fingerliknande blindsäckar. I pylorusbihangen utsöndras spjälkande enzymer och näringsämnen absorberas. Hos andra fiskar kommer dessa enzymer från levern och bukspottskörteln. Matsmältningsapparaten avslutas med tarmsystemet. Detta är, till skillnad mot till exempel däggdjur, inte uppdelat i tunn- och tjocktarm utan är lika tjock hela vägen till analöppningen.

### Andningsorgan
De flesta fiskarter upptar och avsöndrar gaser via gälarna som sitter på varsin sida om svalget. Gälarna är uppbyggda av trådlika strukturer som kallas filament, som vart och ett innehåller ett nätverk av kapillärer, vilket ger en stor yta som kan uppta syre och avge koldioxid. Utbytet av dessa sker genom att fiskarna suger in syrerikt vatten i munnen och pumpar ut det över gälarnas filament. Blodet i kapillärerna flyter i motsatt riktning mot vattnet, vilket leder till större utbyte än om det flödat i samma riktning. Det syrefattiga vattnet släpps sedan ut genom gälöppningarna på sidorna av svalget. Vissa typer av fiskar, som hajar och nejonögon, har flera gälöppningar, men de flesta arter har en enda. Öppningen skyddas av en benig flik. Vissa fiskarter, som guramier, har utvecklat ett organ kallat labyrint som gör att de kan klara sig i omgivningar fattiga på syre eller som ofta torkar ut. Ett rör leder syrerik luft till detta organ genom fiskens mun. Lungfiskar, bågfenor, fengäddor och bengäddor andas med lungor.

### Cirkulationssystem
Fiskar har ett slutet blodomlopp med ett hjärta som pumpar runt blodet i ett enkelt kretslopp genom kroppen; blodet går från hjärtat till gälarna och därifrån vidare till resten av kroppen och sedan tillbaka till hjärtat. De flesta fiskar har hjärtan med fyra delar: Sinus venosus, förmak, kammare och Bulbus arteriosus. Trots detta har hjärtat bara två rum, då Sinus venosus är en tunn säck som samlar blodet från fiskens vener innan det släpps in i förmaket, och bulbus arteriosus är ett tjockt rör som förbinder hjärtat med aortan. Förmaket är ett stort muskulöst rum, som ser till att blodet endast flödar en väg ur kammaren, vilket är ett rum med tjocka, muskulösa väggar som står för själva pumpandet av blodet.

### Kroppsvärme
Även om de flesta fiskar är växelvarma finns det arter som inte följer detta mönster. Endoterma benfiskar tillhör alla underordningen Scombroidei, som till exempel svärdfisk, tonfisksläktet och en "primitiv" makrill. Alla hajar i familjen Lamnidae har möjlighet att höja sin kroppstemperatur, och det finns indicium på att även medlemmar av familjen Alopiidae har denna förmåga. Det finns också stora skillnader i vilka grader de olika arterna kan variera kroppstemperaturen; svärdfisken och besläktade arter kan bara värma ögonen och hjärnan medan tonfisk och håbranden kan upprätthålla temperaturer mer än 20 °C över vattnets. Även om endotermi kostar mycket energi tros den istället ge fördelar som starkare muskler, snabbare nervsystem och snabbare matsmältning.

### Avsöndringssystem
Precis som många andra vattenlevande arter avsöndrar fiskar överflödigt kväve i form av ammoniak. En del av restprodukterna diffunderar ut genom gälarna till det omgivande vattnet, medan andra utsöndras med hjälp av njurarna som filtrerar ut dem från blodet, och håller ammoniakhalten i blodet i schack. Saltvattenlevande fiskarter förlorar vatten genom osmos, vilket gör att salterna aktivt måste pumpas ut ur kroppen. Hajar och de flesta andra broskfiskar får ut salterna främst genom en körtel vid analöppningen, men också via njurar och tarmsystem. Benfiskar löser problemet genom att dricka mycket vatten och särskilda kloridceller i gälarna pumpar ut klorid- och natriumjoner. Genom njurarna utsöndras magnesium-, kalcium- och sulfatjoner. Det omvända förhållandet gäller för sötvattensfisk, som tenderar att få in mer vatten än vad som är nyttigt, och därför har njurar som skapar så utspädd urin som möjligt, samtidigt som salter aktivt pumpas in av kloridcellerna vid gälarna, samt att fisken får i sig salter via födan. Vissa fiskarter har anpassningar i gälar och njurar som kan gör att de kan utföra båda dessa funktioner och har därmed möjlighet att överleva både i sött och salt vatten.

## Sinnen

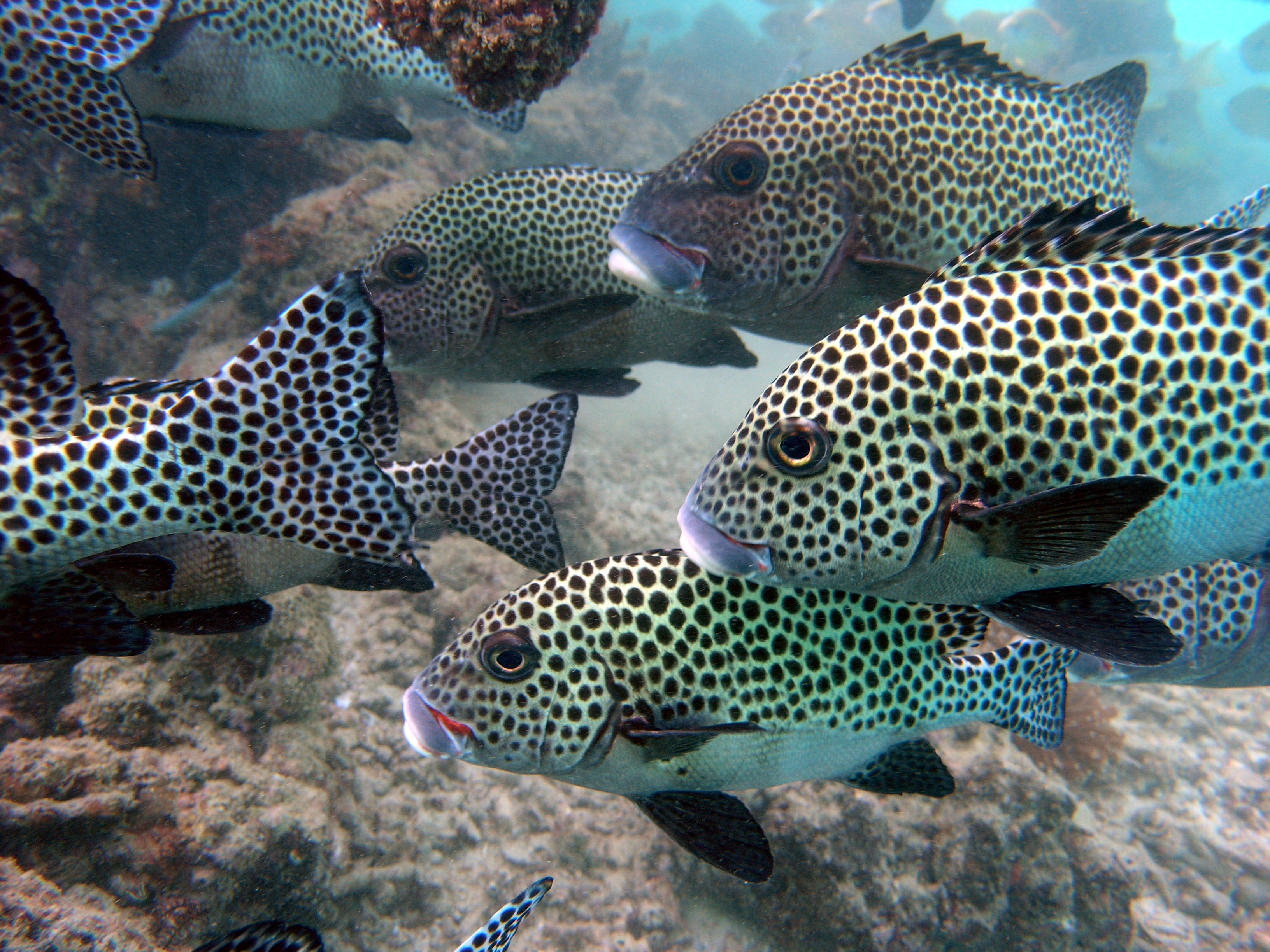
Plectorhinchus chaetodonoides

Nästan alla dagaktiva fiskar som lever på djup sådana att solljus kan tränga ned till dem har väl utvecklade ögon med färgseende som är minst lika goda som människans. Dessutom har många fiskarter specialiserade celler som är ansvariga för mycket fina lukt- och smaksinnen. Trots att de har öron har många fiskar dålig hörsel. Flera fiskarter har dock känsliga receptorer som utgör sidolinjen, och låter dem upptäcka även svaga strömmar och vibrationer, och därigenom upptäcka andra fiskar och organismer. Vissa fiskarter, som malartade fiskar och hajar, har organ som låter dem upptäcka svaga elektriska strömmar. Andra arter, som darrålen, kan också alstra elektricitet av sig själva.

## Fortplantning
Fiskar kan ha antingen yttre- eller inre befruktning. Vid yttre befruktning utsöndrar honan rom, ofta på sjö- eller havsbotten, varefter hanen befruktar äggen med mjölke, fiskens sädesvätska. Vid inre befruktning sprutas mjölken in i honan. Hos dessa fiskarter utvecklas vanligen ändå i form av ägg och får då näring från äggulan, men hos vissa arter, som vissa hajar, utvecklas inte embryona i ägg alls utan får näring direkt från moderns kropp. I båda fallen föds ungarna levande.
Hos sjöhästar lägger honan rommen i en ficka på hanens buk, som han sedan befruktar och bär på.
Det finns många olika exempel på fortplantningsbeteenden hos fiskar. Ett är stor- och småspigghanens vana att bygga ett rede, som han sedan presenterar för en förbipasserande romstinn hona. Spigghanen får vid lekperioden även en kraftigt röd fläck på undersidan som visar hur stark och fertil han är. Experiment har visat att spigghanar reagerar mycket aggressivt mot röda föremål som närmar sig hans rede. När en hona har lagt sin rom i spigghanens bo vaktar han den och viftar med fenorna med jämna mellanrum för syresättning.
En del fiskarter vandrar i samband med fortplantning, i en del fall mellan söt- och saltvatten.

## Evolution

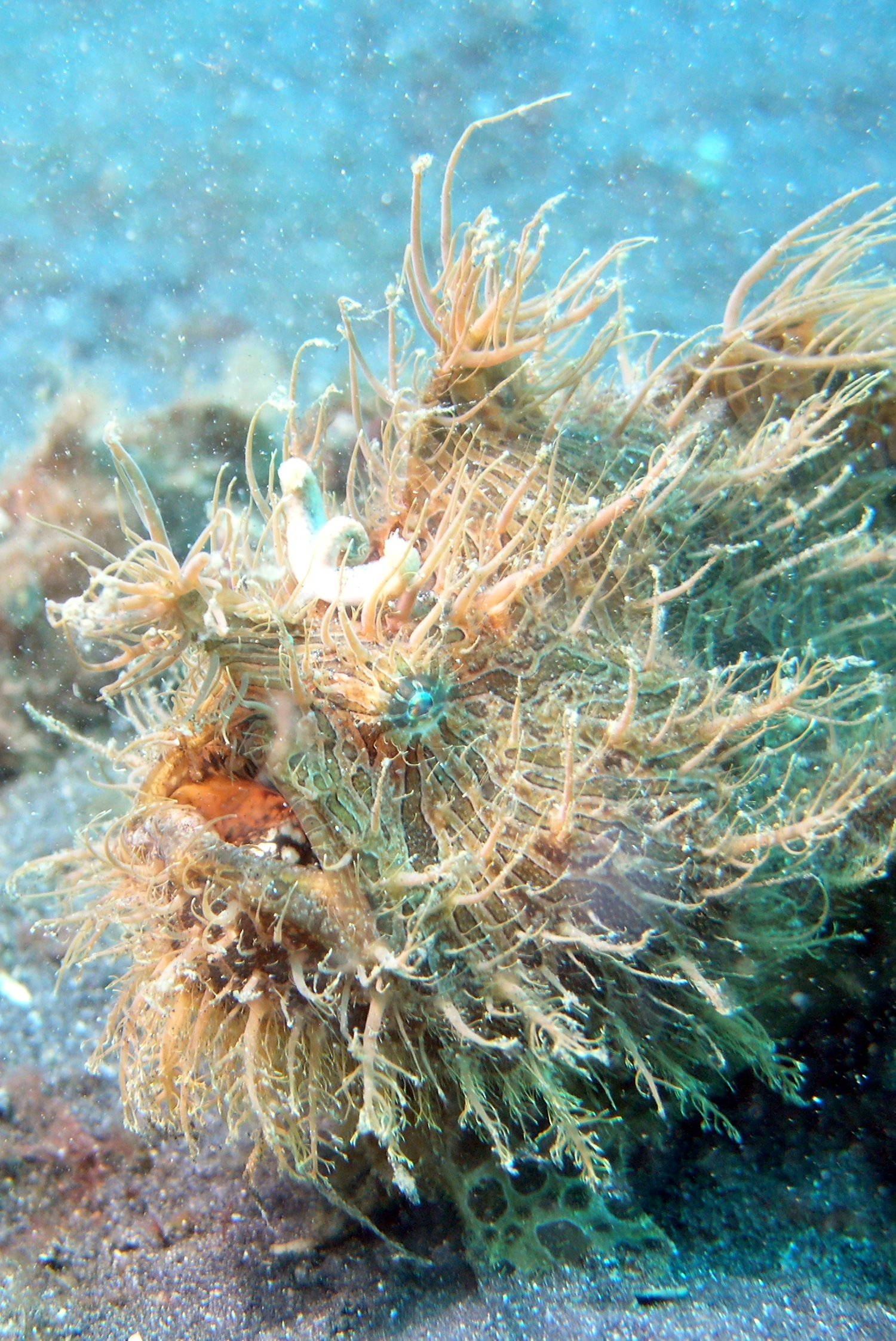
En Antennarius striatus.

### Käkar
Enligt en av många forskare accepterad teori, utvecklades käkar från två benpar mellan gälöppningarna, nära munnen. Detta skedde för ca 425–450 miljoner år sedan. Tidsepoken devon (400–360 miljoner år sedan) har kallats fiskarnas era. Ben- och broskfiskarna var inte särskilt stora vid denna tid, utan de stora grupperna fiskar som främst utvecklades och spred sig i haven och sjöarna var de nu utdöda Placodermi och Acanthodii, exempelvis taggpansarhajar.

### Broskfiskar
Broskfiskar (Chondrichthyes) kallas så för att deras skelett i huvudsak består av brosk. Hos de flesta arter är ändå vissa delar av skelettet mineraliserat (ben). Vidare är tänder och fjäll av ben.
Urfadern är troligen en fisk med benskelett. En störning i utvecklingen gjorde att ett broskskelett istället utvecklades. Normalt har alla ryggradsdjur som embryo ett broskskelett, som vartefter mineraliseras till ben.
Vanligen delas de in i tre underklasser; Elasmobranchii, hajar och rockor, Holocephali, helhuvudfiskar, och den utdöda gruppen pansarhajar. 
Broskfiskar saknar simblåsa. Hajar får dock lite flythjälp av stora mängder olja som de förvarar i levern. Vissa arter av hajar och flera arter av rockor kan ligga och vila på botten, och använder då käk- och svalgmuskler för att pumpa vatten över gälarna.

### Benfiskar
Benfiskar omfattar ca 29 000 arter och delas in i strålfeniga fiskar (Actinopterygii) och lobfeniga fiskar (Sarcopterygii).
En viktig evolutionär anpassning hos vattenlevande benfiskar är simblåsan, som finns hos många arter. Med den kan fisken reglera sin flytförmåga och därmed spara energi och få lättare att manövrera. Simblåsan är samma struktur som de lungor många andra vertebrater har, men forskarna är osäkra på vilket som kom först av lungorna eller simblåsan. En teori är att lungor utvecklades först, som kompement till gälar, hos fiskar som levde i pölar, träsk eller andra grunda vatten.

## Framdrivning
De flesta fiskar tar sig fram genom att simma i vatten, antingen genom att röra muskler längs med kroppen och vifta med stjärtfenan, "paddla" sig framåt med sidfenorna, eller som åla sig fram i s-formiga banor. Ett fåtal har dock utvecklat andra sätt, som att krypa, flyga eller gräva sig framåt under botten.

### Krypande fisk
Slamkrypare kan krypa runt på land och vara ifrån vatten i flera dagar. De kan även klättra upp i mangroveträd, om än inte så högt. Klättrande gurami kan också ta sig fram på land, men den ålar snarare än kryper. En del fiskar kryper på havs- eller sjöbotten istället för att simma.

### Flygande fisk
Flygfisk kan glidflyga upp till hundra meter. Det finns två typer av flygfisk; en med ett "vingpar" (egentligen fenor) och en med två "vingpar". De flyger inte som fåglar och insekter gör, utan gör ett kraftigt hopp och spänner sedan ut sina omvandlade fenor. Fisken kan då glidfyga, cirka en meter över havsytan.

## Föda
Majoriteten av fiskarna är rovdjur, resterande delar är växtätare eller en lite ovanligare typ som lever på rester av andra fiskar, till exempel fenor, fjäll och parasiter. I sötvatten utgör insekterna en viktig del av fiskarnas föda och i regnskogarna finns det fruktätande fiskar som utgör en viktig del av fröspridningen.
Bland rovfiskarna finns två huvudstrategier:
- En strategi är att söka upp ett byte och sedan attackera. Så jagar bland annat hajar.

- Den andra strategin är att vara stilla och vänta på att ett byte ska simma förbi tillräckligt nära och sedan göra ett snabbt anfall. Den strategin används av gäddor och andra mindre rovdjursfiskar.[3]

## Fiskar och människan
Fisk är en viktig råvara för människan. Vissa fiskar räknas som matfiskar och nyttjas som livsmedel, se Fisk (livsmedel).

### Fiskar som husdjur
Fiskar finns som husdjur. De hålls då i akvarium (se vidare akvariefiskar). Många arter kan dessutom odlas i fångenskap. Man matar dem exempelvis med fiskmat som tillhandahålls av en zoo- eller livsmedelsbutik. 
Det finns mycket akvarietillbehör att köpa, prydnadssaker som dykare, skattkistor, förlista skepp och dylikt.

#### Akvariet
I akvariet bör sitta en liten pump som renar vattnet och håller det cirkulerande. Annat alternativ är syrepiller som avger syre och bubblar lite smått i ungefär en vecka. Därefter måste nytt piller tillföras.
För att hålla akvariet rent en längre tid är det en bra idé att ha en eller flera slamsugare (fiskar som glider runt och äter avfall t.ex. mal). Det kan förlänga renlighetsperioden med flera veckor i ett akvarium av storlek medium-large.

### Fiskar i kulturen
Genom människans historia har många kulturer haft fiskar i sina myter och legender, från "valfisken" som svalde profeten Jona till sjöjungfrur, vilka har gett upphov till mängder av böcker och filmer, som till exempel Den lilla sjöjungfrun och Splash.
I polyteistiska religioner finns det gudar som kan ta formen av en fisk, såsom Ika-Roa hos polynesierna, Dagon hos olika semitiska folkslag och Matsya i hinduismen.
Stjärntecknet fiskarna är baserat på stjärnbilden med samma namn. Det finns även en stjärnbild som heter södra fisken och en som heter flygfisken. Flygfisken introducerades dock först i slutet av 1500-talet.

Tre fiskar på Ångermanlands vapen

Fisk har en symbolisk betydelse för många, bland annat symboliserar den fruktsamhet för bengalerna. Kristna använder fisken som symbol bland annat som en kvarleva från förföljelsetiden i Romerska riket. När en person mötte någon som skulle kunna vara kristen ritade man upp en halv stiliserad fisk på marken. Var den andra personen också kristen förstod denne gesten och fyllde i den andra halvan vilket skapade symbolen ICHTHYS. Fisk förekommer på flera ställen i Bibeln och flera av Jesu lärjungar var fiskare. Vid ett tillfälle fick Jesus fem bröd och två fiskar att räcka till flera tusen personer.
Fiskar är en vanlig symbol inom heraldiken. Exemplet är  Ångermanlands vapen.
Fisk är flitigt använt som inspirationskälla inom konst, litteratur och film, såsom Disneys Hitta Nemo och Ernest Hemingways Den gamle och havet. Stora fiskar, främst hajar, finns ofta med i skräck- och rysarhistorier, som i romanen Hajen av Peter Benchley, vilken har gett upphov till en filmserie med samma namn. Hajen har i sin tur sedan inspirerat liknande filmer, eller parodier, till exempel Hajar som hajar, Snakehead Terror och Piranha.

## Bevarandebiologi

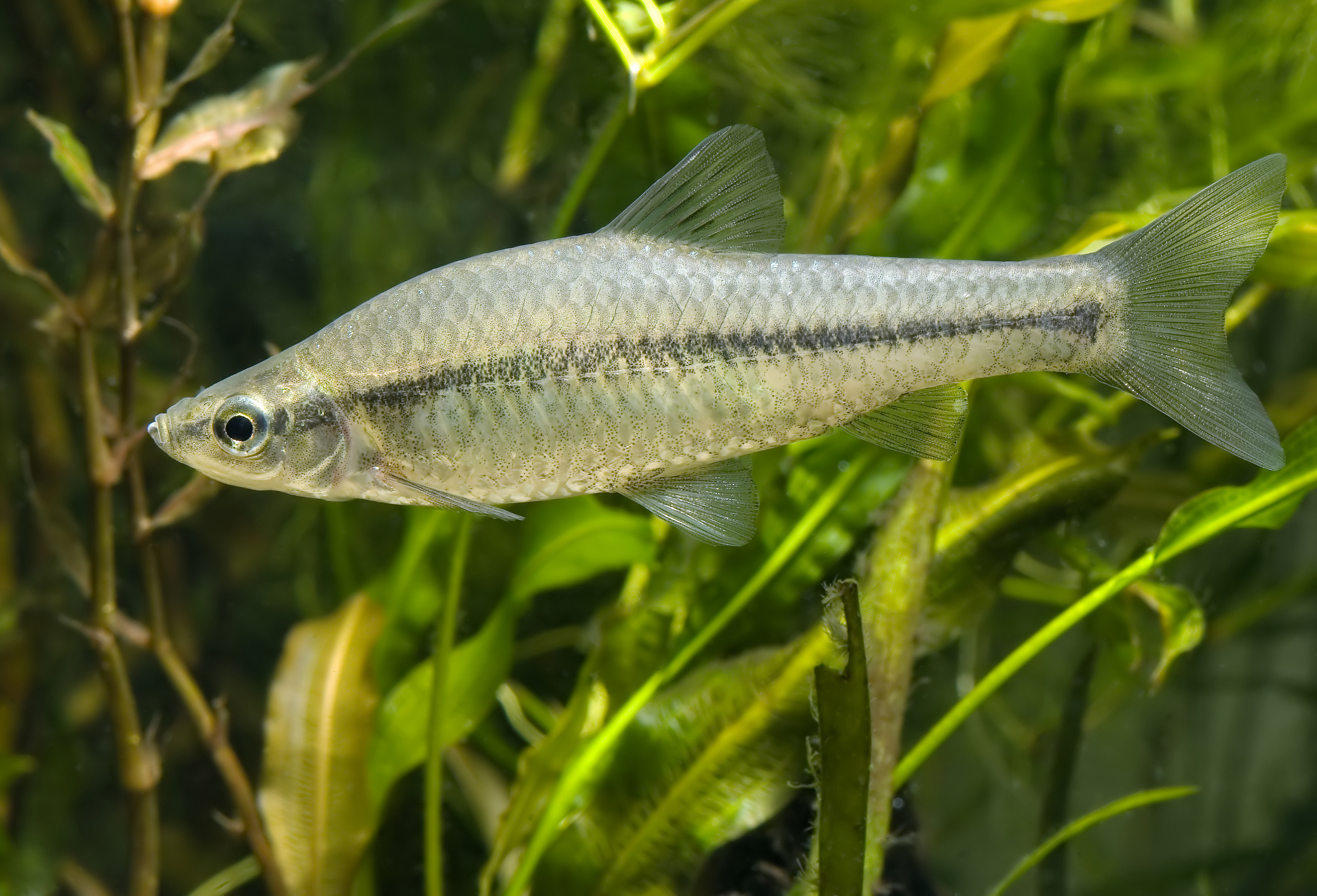
En Pseudorasbora parva.

Enligt Internationella naturvårdsunionens rödlista 2006 var 1173 fiskarter utrotningshotade. På denna lista finns bland annat torsk, asp, ål, tofsstjärtfiskar och vithaj. På grund av att fiskar lever under vatten är de betydligt svårare att studera än terrestra (marklevande) djur och växter och information saknas ofta om fiskpopulationer. Det verkar dock som att sötvattenfiskar är särskilt hotade, då de ofta lever i relativt små områden. Ett exempel är den amerikanska arten Cyprinodon diabolis som lever i en enda, akvifär grotta i Death Valley, Nevada, där vattenytan endast mäter 3×6 meter. Grottans största uppmätta djup uppgår dock till 91 meter.

### Överfiskning
För matfiskar, såsom torsk och tonfisk är det överhängande hotet överfiskning. I de områden där överfiskning pågår kommer fiskpopulationen att kollapsa, på grund av att populationen inte kan fortplanta sig snabbare än de utfiskas. Ett välundersökt exempel är stillahavssardinen (Sadinops sagax caerulues) utanför Kalifornien, USA. 1937 fick man upp 790 000 ton sardiner, en siffra som sedan sjönk till 24 000 ton 1968, något som fick fiskeribranschen att sluta fånga fisken på grund av för dålig lönsamhet. Detta är ett exempel på en kommersiell utrotning, något som inte betyder att fisken i sig blir helt utrotad, även om dessa två kan sammanfalla. Den stora spänningen mellan fiskebiologer och fiskare är balansen mellan artbevarande och arbetstillfällena för dem som fiskar. På vissa håll, bland annat i Skottland, Newfoundland och Alaska, är fiskeindustrin en väldigt stor arbetsgivare, så myndigheterna har ett stort intresse av att hitta balansen mellan artbevarande och ett ekonomiskt hållbart yrkesfiskande. Å andra sidan varnar forskare och miljövänner för att många fiskpopulationer kan vara helt försvunna inom femtio år, om kraftigare fiskerestriktioner inte införs.
Se även: Rödlistning

### Habitatförstöring
En stressfaktor för såväl sötvattens- som saltvattensekosystem är försämringen av en arts habitat (levnadsmiljö). Habitatförstöringen kan bestå av föroreningar, markavvattningar, övergödning, introduktion av främmande arter, vattendragsrensningar, dammbyggen som utgör vandringshinder. Exempel på fiskar som påverkats negativt av habitatförstöring är  asp, lax, havsöring och nejonögon. En art som nästan utrotats är pallidstören (Scaphirhynchus albus) som lever i Mississippi-Missouris flodsystem.

### Främmande arter
På många håll i världen har man av olika anledningar inplanterat främmande arter. Detta är ofta ett problem, då den befintliga floran och faunan inte är anpassat för så snabba förändringar. Ett av de mest studerade exemplen är införandet av nilabborre I Victoriasjön. Från 1960-talet har nilabborren successivt utrotat 500 ciklider ur sjön. Vissa av dessa ciklidarter har man kunnat rädda genom uppfödningsinsatser, men andra är troligen helt utdöda. Andra exempel på fiskar som orsakat problem när de introducerats i nya miljöer är karp, Tilapia, abborre, öring och regnbågsöring.